# Pomnik Jana Pawła II w Opocznie
Pomnik Jana Pawła II w Opocznie – pomnik wzniesiony dla upamiętnienia pontyfikatu papieża Jana Pawła II, honorowego obywatela gminy Opoczno.
W sierpniu 2005 r. Rada Miejska w Opocznie wystąpiła z inicjatywą wzniesienia pomnika w hołdzie pamięci Papieża-Polaka, Jana Pawła II – honorowego obywatela gminy Opoczno. Odsłonięcie pomnika nastąpiło 2 kwietnia 2006 r., a jego poświęcenia dokonał ks. kard. Stanisław Dziwisz 17 kwietnia 2008 r.
Pomnik przedstawia wykutą w marmurze postać papieża Jana Pawła II w rozwianych szatach liturgicznych z twarzą przytuloną do krzyża. Posąg ustawiono na kamiennym postumencie, na którym umieszczono tablicę z myślą przewodnią papieskiego pontyfikatu „Nie lękajcie się, otwórzcie drzwi Chrystusowi” oraz inskrypcją „Honorowemu obywatelowi miasta i gminy wdzięczni Opocznianie”.  